# Azotan potasu
Azotan potasu (nazwa Stocka: azotan(V) potasu, nazwy zwyczajowe: saletra potasowa, saletra indyjska), KNO
3 – nieorganiczny związek chemiczny z grupy azotanów, sól potasu i kwasu azotowego.
Azotan potasu występuje w przyrodzie w niewielkich ilościach w postaci minerału nitrokalitu w krajach o suchym, gorącym klimacie, m.in. w Chinach i Indiach. Z tych państw był sprowadzany do Europy, czemu zawdzięcza nazwę „saletra indyjska”.

## Otrzymywanie
Obecnie otrzymuje się ją głównie w reakcji podwójnej wymiany między azotanem sodu i chlorkiem potasu (strąca się najtrudniej rozpuszczalny spośród tych soli chlorek sodu, w roztworze pozostaje KNO3):
NaNO
3 + KCl → KNO
3 + NaCl

## Właściwości
Saletra potasowa jest bezbarwnym, krystalicznym ciałem stałym. Jej temperatura topnienia wynosi 334 °C. Przy ogrzaniu rozkłada się w endotermicznej, odwracalnej reakcji na azotyn potasu i tlen:
2KNO
3  ⇄  2KNO
2 + O
2↑

## Zastosowanie
- Nawóz sztuczny.
- Saletra potasowa jest utleniaczem. Z tego powodu jej głównym zastosowaniem była produkcja czarnego prochu. Obecnie stosowana w pirotechnice jako utleniacz, m.in. do wytworzenia fotobłysków, czyli krótkich i bardzo jasnych impulsów świetlnych uzyskiwanych podczas spalania mieszaniny saletry z pyłami metali. Po zmieszaniu z sacharydem, np. sacharozą w proporcjach stechiometrycznych i stopieniu tworzy substancję łatwopalną (znaną jako karmelek lub karmelka) o temperaturze zapłonu ok. 400 °C, osiąga temperaturę 600 °C i wytwarza dużo dymu;
- Do początków XX w. azotan potasu był używany do otrzymywania kwasu azotowego.
- Konserwant mięsa (E252).
- Azotan potasu zmieszany z cukrem lub cukrem pudrem jest podstawowym składnikiem paliwa (utleniaczem) we własnoręcznie robionych materiałach pirotechnicznych.

Współcześnie saletra potasowa jest wykorzystywana głównie (75% produkcji) jako nawóz sztuczny. Do tego celu stosowany jest produkt techniczny o czystości rzędu 90%. Kolejne znaczące zastosowanie to metalurgia, gdzie techniczny KNO
3 w mieszaninie z innymi azotanami i azotynami służy do wypełniania łaźni przenoszących ciepło. Produkt techniczny jest też stosowany jako składnik topniku do lutowania i do produkcji elektrod spawalniczych. Ponadto wykorzystywany jest do produkcji szkła, ceramiki i emalii oraz materiałów wybuchowych i pirotechnicznych. 

## Toksyczność
Azotan potasu działa bezpośrednio utleniająco na hemoglobinę, powodując powstanie methemoglobiny i nitrozohemoglobiny. Działa drażniąco na skórę, oczy, drogi oddechowe i przewód pokarmowy.
Najniższa zarejestrowana dawka śmiertelna dla człowieka wyniosła 54 mg/kg masy ciała, choć znany jest przypadek powrotu do zdrowia po spożyciu 125 g KNO
3. LD50 (doustnie) dla szczura lub królika wynosi 2–4 g/kg.
Substancja rozkłada się i jest przyswajalna w środowisku naturalnym (dlatego też jest stosowana jako nawóz sztuczny), jednak duże ilości mogą być zagrożeniem dla organizmów wodnych i lądowych.